# Parahelicops annamensis
Genre
Espèce
Statut de conservation UICN

 DD  : Données insuffisantes
Parahelicops annamensis, unique représentant du genre Parahelicops, est une espèce de serpents de la famille des Natricidae.

## Répartition
Cette espèce se rencontre :
- au Laos dans la province de Sékong ;
- au Viêt Nam à Đà Nẵng et dans la province de Kon Tum.

## Étymologie
Son nom d'espèce, composé de annam et du suffixe latin -ensis, « qui vit dans, qui habite », lui a été donné en référence au lieu de sa découverte, l'Annam, un protectorat français, de 1883 à 1945, dans le centre de l'Indochine.

## Publication originale
- Bourret, 1934 : Notes herpétologiques sur l'Indochine française. III. Ophidiens d’Annam et du moyen Laos. Bulletin Général de l'Instruction Publique, Hanoi, vol. 1934, p. 167-176.